# Tuxford
Tuxford es un pueblo canadiense situado en la provincia de Saskatchewan.

## Superficie
Tuxford tiene una superficie de 0,68 km².

## Demografía
En 2021, tenía 103 habitantes, una densidad poblacional de 152,3 hab./km², y 42 viviendas.